# Караман (бей Алайе)
Караман б. Савджи (тур. Karaman b. Savcı) — правитель бейлика Алайе в 1424—1446 годах.
Караман принимал участие в захвате Кипра вместе с мамлюкским султаном Барсбеем в 1426 году. В 1427 году Караман продал Алайе Барсбею, став его вассалом. Известно, что король Кипра Иоанн II платил Караману-бею дань. Караман был убит своим братом, Лютфи, который и стал следующим правителем бейлика.

## Биография
Караман-бей был сыном бея Алайе Савджи,  отцом которого на монетах указан Шемседдин Мехмед. Предположительно, отцом Савджи был бей Караманидов Шемседдин Мехмед (правил в 1349/50 — 1352/53 годах), сын Бедреддина Ибрагима-бея. Свидетельств, что у Шемседдина Мехмеда-бея из Караманидов был сын Савджи, кроме монет Савджи, не сохранилось.
В 1424 году Караман-бей закончил ремонт защитных сооружений Алайе, как указано в надписи на крепости. В надписи он назван беем, то есть в этом году Караман-бей был главой бейлика. Первым важным событием, произошедшим во время правления Карамана-бея, было временное завоевание Кипра мамлюками. В период правления мамлюкского султана Фараджа (1399—1412) мамлюки несколько раз отправляли флот на Кипр, но в результате настойчивых просьб короля Кипра между ними был заключён мир. Во время правления султана Барсбея (1422—1438) кипрские пираты продолжали захватывать суда и грабить мусульманские порты, и Барсбей организовал три экспедиции на остров, чтобы покончить с этой проблемой. Караман-бей со своими кораблями и солдатами присоединился к третьему походу, состоявшемуся в 1426 году. Кипр был завоёван, король Кипра Янус был пленён, и мамлюки установили на острове своё управление. Эта война разделила былых союзников (беев Алайе и беев Анталии): в то время как Караман-бей был на стороне мамлюков в этой войне, Мустафа-бей, сын Теке-бея Османа, сражался на стороне киприотов.
Османский султан Мурад II начал захватывать регион, это встревожило Карамана-бея, и в 1427 году он продал Алайе вместе с двумя другими замками мамлюкам за символическую сумму в 5 тысяч динаров. Таким образом, султан Барсбей получил удобную базу напротив Кипра, а бей Алайе нашёл союзника и надёжную поддержку против османов (а иногда и против Караманидов). После того, как мамлюки заплатили Караману-бею за купленные замки, в Алайе был назначен наиб, а порт был занят флотом, посланным из Египта в декабре 1427 года. Однако по монетам, которые Караман-бей чеканил в Алайе от своего имени, можно понять, что он продолжал править в городе. Эта продажа, скорее всего, означала лишь признание беем господства мамлюков, сохранение портов открытыми для их флота и взаимное предоставление помощи, когда это будет сочтено необходимым. Во время правления султана Сейфеддина Джакмака (1438—1453 ) мамлюки, которые хотели полностью захватить Восточное Средиземноморье, организовали три экспедиции на Родос, в этих экспедициях они использовали Алайе в качестве базы и получали помощь и поддержку от Карамана-бея. В первой экспедиции (в 1440 году) он внёс свой вклад в экспедицию, оборудовав две галеры. Во втором (в 1443 году) флот мамлюков останавливался в Алайе. Несмотря на подчинённость мамлюкам, Караман-бей, действуя независимо, оказал давление на короля Кипра Иоанна II и взял с него дань в размере пяти тысяч дукатов. Король Кипра регулярно платил Караману-бею дань. Караманоглу Ибрагим-бей хотел получать её вместо Карамана и просил об этом послов Кипра. Желание Караманоглу Ибрагим-бея захватить Алайе побудило Карамана-бея искать помощи не только у мамлюков, но и у османов. Эта политика Карамана-бея усилила враждебность Караманоглу Ибрагима-бея, который настроил против него его собственного брата Лютфи-бея. Ходили слухи, что в 1446 году Лютфи-бей при поддержке Караманоглу тайно совершил набег с сорока пятью людьми и убил Карамана-бея. После смерти Карамана Лютфи стал беем Алайе.